# Мала Кошелівка
Мала́ Кошелі́вка — село в Україні, у Вертіївській сільській громаді Ніжинського району Чернігівської області. Населення становить ▼330 осіб.

## Історія
Вперше село згадується у 1700 році. В селі існувала дерев'яна церква Успіння Пресвятої Богородиці (зведена 1777 року) (у 1907 році на її місці збудовано нову). Існувала також земська школа. У січні 1918 року проголошено Радянську владу.Село постраждало внаслідок Голодомору 1932–1933 років та геноциду українського народу, проведеного урядом СРСР. В роки Другої Світової війни 258 жителів села було мобілізовано до лав окупаційної Червоної армії, з них на фронтах загинуло 147 осіб. 1943 року село відвойоване від німецької окупації. У післявоєнний час поновлено діяльність колгоспу, зведено ФАП, дитячий садок, філію райпобуткомбінату, магазини.
12 червня 2020 року, відповідно до розпорядження Кабінету Міністрів України № 730-р «Про визначення адміністративних центрів та затвердження територій територіальних громад Чернігівської області», увійшло до складу Вертіївської сільської громади.
19 липня 2020 року, в результаті адміністративно-територіальної реформи, увійшло до складу новоутвореного Ніжинського району.

## Народонаселення
Станом на 1866 рік село мало 94 двори (673 жителя), за матеріалами перепису 1897 року нараховувалось 177 дворів (840 жителів). 1910 року - 911 жителів. 1923 року - 240 дворів, 1147 жителів. За переписом 1989 року — 620 жителів. Останній перепис населення 2001 року зафіксував 450 жителів.

### Мова
Розподіл населення за рідною мовою за даними перепису 2001 року:
| Мова       | Кількість | Відсоток |
| ---------- | --------- | -------- |
| українська | 443       | 98.44%   |
| російська  | 7         | 1.56%    |
| Усього     | 450       | 100%     |

## Інфраструктура
На даний момент в селі діють місцевий клуб на 250 місць, бібліотека, магазин.
У центрі села існують обеліск Слави односельцям — жертвам німецько-радянської війни (вст. 1968 року) та надгробок (вст. 1959 року) на братській могилі воїнів, полеглих при визволенні села у 1943 році.

## Сучасний стан
Населений пункт обслуговує рейсовий автобус, що курсує за маршрутом Ніжин — Дуболугівка.
Мала Кошелівка сполучена однокілометровим відтинком дороги з трасою Київ — Москва. Тут діє автозаправна станція.
В центральній частині села розташовано покажчик «До музею Марії Заньковецької».
На в'їзді до Малої Кошелівки з ніжинського напрямку діє придорожнє кафе.

## Видатні люди
- Богдан Сергій Ілліч (народився 1933 в Малій Кошелівці, помер 2016) — український лікар, поет, прозаїк, громадський діяч, Заслужений лікар України.